# The Magic of the Wizard's Dream
The Magic Of The Wizard's Dream è un singolo in edizione digipak del gruppo symphonic power metal italiano Rhapsody. Contiene la canzone The Magic of the Wizard's Dream in 6 diverse versioni, oltre a due inediti: Autumn Twilight e Lo specchio d'argento.

## Tracce
1. The Magic of the Wizard's Dream (versione inglese)
2. The Magic of the Wizard's Dream (versione italiana)
3. The Magic of the Wizard's Dream (versione francese)
4. The Magic of the Wizard's Dream (versione tedesca)
5. The Magic of the Wizard's Dream (versione orchestrale)
6. The Magic of the Wizard's Dream (versione originale)
7. Autumn Twilight (inedito)
8. Lo specchio d'argento (inedito)

- Le tracce 1-5 sono eseguite in duetto da Christopher Lee e Fabio Lione.

## Formazione
- Christopher Lee - voce
- Fabio Lione - voce
- Luca Turilli - chitarra
- Alessandro Staropoli - tastiere
- Patrice Guers - basso
- Alex Holzwarth - batteria
- Manuel Staropoli - flauto